# Distrikt Pichacani
Der Distrikt Pichacani liegt in der Provinz Puno in der Region Puno im Süden Perus. Der Distrikt wurde am 2. Mai 1854 gegründet. Er besitzt eine Fläche von 1638 km². Beim Zensus 2017 wurden 5889 Einwohner gezählt. Im Jahr 1993 lag die Einwohnerzahl bei 6149, im Jahr 2007 bei 5608. Sitz der Distriktverwaltung ist die 3975 m hoch gelegene Kleinstadt Laraqueri mit 2221 Einwohnern (Stand 2017). Laraqueri befindet sich 35 km südsüdwestlich der Regions- und Provinzhauptstadt Puno. 15 km nordnordöstlich von Laraqueri befindet sich der archäologische Fundplatz Cutimbo.

## Geographische Lage
Der Distrikt Pichacani liegt im zentralen Südwesten der Provinz Puno. Er liegt vollständig im Einzugsgebiet des Titicacasees. Der Südosten wird über den Río Blanco zum Río Ilave hin entwässert. Entlang der westlichen Distriktgrenze verläuft die Wasserscheide zum Pazifik.
Der Distrikt Pichacani grenzt im Südwesten an die Distrikte Carumas (Provinz Mariscal Nieto), Chojata und Ichuña (die beiden letzteren in der Provinz General Sánchez Cerro), im Nordwesten an den Distrikt San Antonio, im Norden an den Distrikt Puno, im äußersten Nordosten an die Distrikte Chucuito und Platería sowie im Südosten an den Distrikt Acora.

## Ortschaften
Im Distrikt gibt es neben dem Hauptort folgende größere Ortschaften:
- Huarijuyo
- Pichacani (232 Einwohner)